# Poličský vrch
Poličský vrch (672 m n. m.) je spočinek Drašarova, nejvyšší hory Svitavské pahorkatiny. Leží asi 7 km vjv. od města Polička, mezi obcemi Radiměř a Pomezí, v okrese Svitavy v Pardubickém kraji.

## Geomorfologické zařazení
Geomorfologicky vrch náleží do celku Svitavská pahorkatina, podcelku Českotřebovská vrchovina, okrsku Kozlovský hřbet a podokrsku Stašovský hřbet.